# Tiro nos Jogos da Commonwealth de 2010
O tiro nos Jogos da Commonwealth de 2010 foi realizado em Delhi, na Índia, entre 6 e 13 de outubro. 
Foi dividido em quatro categorias: tiro ao prato, pistola, carabina de ar e full bore. As provas de full bore foram disputadas no Campus CRPF em Kadarpur. As demais categoria tiveram suas competições no Dr. Karni Singh Shooting Range

## Medalhistas

### Tiro ao prato
Masculino
| Evento                         | Ouro                                           | Prata                                         | Bronze                                        |
| Fossa olímpica (simples)       | Aaron Heading ENG Inglaterra                   | Michael Diamond AUS Austrália                 | Manavjit Singh Sandhu IND Índia               |
| Fossa olímpica (duplas)        | Michael Diamond Adam Vella AUS Austrália       | Manavjit Singh Sandhu Mansher Singh IND Índia | Aaron Heading Dave Kirk ENG Inglaterra        |
| Fossa olímpica dublê (simples) | Stevan Walton ENG Inglaterra                   | Ranjan Sodhi IND Índia                        | Tim Kneale IOM Ilha de Man                    |
| Fossa olímpica dublê (duplas)  | Steven Scott Stevan Walton ENG Inglaterra      | Asher Noria Ranjan Sodhi IND Índia            | Seng Chye Benjamin Cheng Jie MAS Malásia      |
| Skeet (simples)                | Richard Brickell ENG Inglaterra                | Georgios Achilleos CYP Chipre                 | Andreas Chasikos CYP Chipre                   |
| Skeet (duplas)                 | Georgios Achilleos Andreas Chasikos CYP Chipre | Jason Caswell Richard McBride CAN Canadá      | Clive Bramley Richard Brickell ENG Inglaterra |

Feminino
| Evento                   | Ouro                                        | Prata                                   | Bronze                                  |
| Fossa olímpica (simples) | Anita North ENG Inglaterra                  | Shona Marshall SCO Escócia              | Gaby Ahrens NAM Namíbia                 |
| Fossa olímpica (duplas)  | Laetisha Scanlan Stacy Roiall AUS Austrália | Abbey Burton Anita North ENG Inglaterra | Cynthia Meyer Susan Nattrass CAN Canadá |

### Pistola
Masculino
| Evento                            | Ouro                                     | Prata                                           | Bronze                                           |
| Pistola de ar 10m (simples)       | Omkar Singh IND Índia                    | Gai Bin SIN Singapura                           | Daniel Repacholi AUS Austrália                   |
| Pistola de ar 10m (duplas)        | Omkar Singh Gurpreet Singh IND Índia     | Nick Baxter Mick Gault ENG Inglaterra           | Gai Bin Lim Swee Hon Nigel SIN Singapura         |
| Pistola Centre Fire 25m (simples) | Harpreet Singh IND Índia                 | Vijay Kumar IND Índia                           | Meng Poh SIN Singapura                           |
| Pistola Centre Fire 25m (duplas)  | Vijay Kumar Harpreet Singh IND Índia     | Greg Yelavich Alan Earle NZL Nova Zelândia      | Gai Bin Meng Poh SIN Singapura                   |
| Tiro rápido 25m (simples)         | Vijay Kumar IND Índia                    | Hasli Izwan Amir Hasan MAS Malásia              | Gurpreet Singh IND Índia                         |
| Tiro rápido 25m (duplas)          | Vijay Kumar Gurpreet Singh IND Índia     | Hafiz Adzha Hasli Izwan Amir Hasan MAS Malásia  | David Chapman Bruce Quick AUS Austrália          |
| Pistola padrão 25m (simples)      | Gai Bin SIN Singapura                    | Roger Daniel TRI Trinidad e Tobago              | Samaresh Jung IND Índia                          |
| Pistola padrão 25m (duplas)       | Gai Bin Meng Poh SIN Singapura           | Samaresh Jung Chandrasekhar Chaudhary IND Índia | Michael Gault Iqbal Ubhi ENG Inglaterra          |
| Pistola livre 50m (simples)       | Omkar Singh IND Índia                    | Gai Bin SIN Singapura                           | Lim Swee Hon Nigel SIN Singapura                 |
| Pistola livre 50m (duplas)        | Gai Bin Lim Swee Hon Nigel SIN Singapura | Deepak Sharma Omkar Singh IND Índia             | Rhodney Allen Roger Daniel TRI Trinidad e Tobago |

Feminino
| Evento                      | Ouro                                 | Prata                                            | Bronze                                   |
| Pistola de ar 10m (simples) | Pei Chin Bibiana Ng MAS Malásia      | Heena Sidhu IND Índia                            | Dina Aspandiyarova AUS Austrália         |
| Pistola de ar 10m (duplas)  | Heena Sidhu Annuraj Singh IND Índia  | Dina Aspandiyarova Pamela McKinzie AUS Austrália | Dorothy Ludwig Lynda Hare CAN Canadá     |
| Pistola livre 25m (simples) | Anisa Sayyed IND Índia               | Rahi Sarnobat IND Índia                          | Pei Chin Bibiana Ng MAS Malásia          |
| Pistola livre 25m (duplas)  | Rahi Sarnobat Anisa Sayyed IND Índia | Linda Ryan Lalita Yauhleuskaya AUS Austrália     | Gorgs Geikie Julia Lydall ENG Inglaterra |

### Carabina de ar
Masculino
| Evento                               | Ouro                                      | Prata                                   | Bronze                                               |
| Carabina de ar 10m (simples)         | Gagan Narang IND Índia                    | Abhinav Bindra IND Índia                | James Huckle ENG Inglaterra                          |
| Carabina de ar 10m (duplas)          | Abhinav Bindra Gagan Narang IND Índia     | James Huckle Kenny Parr ENG Inglaterra  | Abdullah Hel Baki Asif Hossai Khan Md BAN Bangladesh |
| Carabina três posições 50m (simples) | Gagan Narang IND Índia                    | Jonathan Hammond SCO Escócia            | James Huckle ENG Inglaterra                          |
| Carabina três posições 50m (duplas)  | Imran Hasan Gagan Narang IND Índia        | James Huckle Kenny Parr ENG Inglaterra  | Jonathan Hammond Neil Stirton SCO Escócia            |
| Carabina deitado 50m (simples)       | Jonathan Hammond SCO Escócia              | Warren Potent AUS Austrália             | Matthew Hall NIR Irlanda do Norte                    |
| Carabina deitado 50m (duplas)        | Neil Stirton Jonathan Hammond SCO Escócia | Mike Babb Richard Wilson ENG Inglaterra | Warren Potent David Clifton AUS Austrália            |

Feminino
| Evento                               | Ouro                                                    | Prata                                               | Bronze                                  |
| Carabina de ar 10m (simples)         | Ser Xiang Wei Jasmine SIN Singapura                     | Ayuni Halim MAS Malásia                             | Taibi Mohamed MAS Malásia               |
| Carabina de ar 10m (duplas)          | Suryani Mohamed Ayuni Halim MAS Malásia                 | Ser Xiang Wei Jasmine Cheng Jian Huan SIN Singapura | Suma Shirur Kavita Yadav IND Índia      |
| Carabina três posições 50m (simples) | Alethea Sedgman AUS Austrália                           | Ser Xiang Wei Jasmine SIN Singapura                 | Aqilah Binte Sudhir SIN Singapura       |
| Carabina três posições 50m (duplas)  | Ser Xiang Wei Jasmine Aqilah Binte Sudhir SIN Singapura | Lajjakumari Gauswami Tejaswini Sawant IND Índia     | Kay Copland Jen McIntosh SCO Escócia    |
| Carabina deitado 50m (simples)       | Jen McIntosh SCO Escócia                                | Tejaswini Sawant IND Índia                          | Johanne Brekke WAL País de Gales        |
| Carabina deitado 50m (duplas)        | Jen McIntosh Kay Copland SCO Escócia                    | Michelle Smith Sharon Lee ENG Inglaterra            | Meena Kumari Tejaswini Sawant IND Índia |

### Full bore
| Evento           | Ouro                                         | Prata                             | Bronze                                   |
| Aberto (simples) | Parag Patel ENG Inglaterra                   | James Corbett AUS Austrália       | David Calvert NIR Irlanda do Norte       |
| Aberto (duplas)  | Mike Collings John Snowden NZL Nova Zelândia | Angus McLeod Ian Shaw SCO Escócia | Jon Underwood Parag Patel ENG Inglaterra |

## Quadro de medalhas
| Ordem | País              | Medalha de ouro | Medalha de prata | Medalha de bronze | Total |
| ----- | ----------------- | --------------- | ---------------- | ----------------- | ----- |
| 1     | Índia             | 14              | 11               | 5                 | 30    |
| 2     | Inglaterra        | 6               | 6                | 7                 | 19    |
| 3     | Singapura         | 5               | 4                | 5                 | 14    |
| 4     | Escócia           | 4               | 3                | 2                 | 9     |
| 5     | Austrália         | 3               | 5                | 4                 | 12    |
| 6     | Malásia           | 2               | 3                | 3                 | 8     |
| 7     | Chipre            | 1               | 1                | 1                 | 3     |
| 8     | Nova Zelândia     | 1               | 1                |                   | 2     |
| 9     | Canadá            |                 | 1                | 2                 | 3     |
| 10    | Trindade e Tobago |                 | 1                | 1                 | 2     |
| 11    | Irlanda do Norte  |                 |                  | 2                 | 2     |
| 12    | Bangladesh        |                 |                  | 1                 | 1     |
|       | Ilha de Man       |                 |                  | 1                 | 1     |
|       | Namíbia           |                 |                  | 1                 | 1     |
|       | País de Gales     |                 |                  | 1                 | 1     |
| TOTAL | TOTAL             | 36              | 36               | 36                | 108   |